# مصباح حويذق
مصباح حويذق هو إمام مسلم جزائري من منطقة وادي سوف في الجزائر.

## النشأة
وُلِد الإمام «مصباح حويذق» خلال عام 1902م في وادي سوف، وسط أسرة متدينة.
وسافر في عام 1920م إلى تونس والتحق بجامع الزيتونة إلى جانب الإمام عبد القادر الياجوري وعلماء دين آخرون وعلى رأسهم العلامة الإمام عبد الحميد بن باديس.

## جمعية العلماء المسلمين الجزائريين
أسس الإمام عبد الحميد بن باديس هيكل جمعية العلماء المسلمين الجزائريين خلال عام 1931م رفقة الأئمة محمد البشير الإبراهيمي والطيب العقبي والعربي التبسي والسعيد زموشي و«مصباح حويذق» وغيرهم من الفضلاء.
وعندما فتحت جمعية العلماء المسلمين الجزائريين مدارس تعليم اللغة العربية وومعالم الدين الإسلامي الحنيف أيام الاحتلال الفرنسي للجزائر في كامل أنحاء التراب الوطني، أصبح الشيخ مصباح حويذق يتنقل من منطقة إلى أخرى للتعليم والتدريس في هذه المدارس الحرة.
فتنقل أيام الاستيطان الفرنسي من الحراش إلى تلمسان، وبني هديل، وسبدو، وعين غرابة، ومعسكر، ومستغانم أين أنشأ حركة إصلاحية كبيرة.

## تلاميذه
درس أحمد مدغري على يد الإمام «مصباح حويذق» في معسكر.

## خطبة الجمعة
رغم أن الاحتلال الفرنسي للجزائر كان يعطي تعليمات صارمة لأئمة المساجد بعدم تجاوز الجانب الديني في خطبة الجمعة، إلا أن الإمام «مصباح حويذق» كان لا يخاف لوم لائم، وبعد الفراغ من الخطبتين، كان يعمل على نشر الوعي الوطني لدى أفراد الشعب الجزائري.

## زوجته
كانت تقف إلى جانب الإمام «مصباح حويذق» زوجته «أم الخير» التي كانت تحفظ القرآن الكريم وتتكلم اللغة العربية الفصحى بشكل جيد.
وكانت إدارة الاحتلال الفرنسي تقوم بإلقاء القبض عليها مع زوجها وتعتقلها وتعذبها وتحذرها من ممارسة السياسة مع زوجها.
وكانت تقوم بالتوعية الدينية والسياسية وسط النساء، حيث كانت تشرح رسالة زوجها «مصباح حويذق» الهادفة إلى تنوير العقول.

## توعية الشعب
كان الإمام «مصباح حويذق» يهتم بنشر الوعي في أوساط الرجال، وكان يحرص في خطبة الجمعة على ترسيخ فكرة أن فرنسا هي عدو دخيل على الجزائريين وعلى تقاليدهم وأصالتهم.
فتقوم السلطات الاستعمارية الفرنسية بإلقاء القبض عليه وبتعذيبه وتحذره من ممارسة السياسة من خلال خطبة الجمعة.
إلا أنه كان يعيد الكرة مع زوجته في صلاة الجمعة القادمة وتعتقلهما السلطات الاستعمارية من جديد وتعذبهما.

## وفاته
كانت وفاة «مصباح حويذق» في عام 1979م الموافقة لعام 1385هـ.
وقد كانت وفاته في بلدية الحراش بولاية الجزائر آنذاك عن عمر 77 سنة.
وتم دفنه في إحدى مقابر ولاية الجزائر.

### مواضيع ذات صلة
- قائمة أعلام الجزائريين
- المرجعية الدينية الجزائرية
- سيدي عبد الرحمان الثعالبي
- مسجد سيدي إبراهيم البحري
- سيدي أمحمد بن عبد الرحمان بوقبرين
- عبد الحليم بن سماية
- محمد بابا عمر
- أبو يعلى الزواوي
- علي بوسحاقي
- إبراهيم بوسحاقي
- ولاية وادي سوف
- دائرة وادي سوف
- بلدية وادي سوف
- ولاية الجزائر
- دائرة الحراش
- بلدية الحراش